# Daitari
Daitari är en ort i Indien.   Den ligger i distriktet Jajpur och delstaten Odisha, i den östra delen av landet, 1 200 km sydost om huvudstaden New Delhi. Daitari ligger 427 meter över havet och antalet invånare är 4 146.
Terrängen runt Daitari är kuperad åt nordost, men åt sydväst är den platt. Terrängen runt Daitari sluttar söderut. Runt Daitari är det tätbefolkat, med 356 invånare per kvadratkilometer. Det finns inga andra samhällen i närheten. I omgivningarna runt Daitari växer huvudsakligen savannskog.